# Pearl Harbor (kikötő)
Pearl Harbor egy amerikai lagúna kikötő Hawaii Oahu szigetén, Honolulu nyugati részén. Az 1875-ös kölcsönös szerződés aláírásával az Egyesült Államok megszerezte a Hawaii Királyságtól, és azóta az amerikai haditengerészet gyakran látogatja. A kikötő és a környező területek nagy része ma az Egyesült Államok Haditengerészetének mélytengeri haditengerészeti bázisa. Itt található az Egyesült Államok Csendes-óceáni Flottájának parancsnoksága is. Az amerikai kormány 1887-ben szerezte meg először a kikötő kizárólagos használati jogát és a hajók javítási és szénellátó állomás fenntartásának jogát. A japán császári haditengerészet 1941. december 7-i meglepetésszerű támadása a kikötő ellen arra késztette az Egyesült Államokat, hogy hadat üzenjen a Japán Birodalomnak, ami az Egyesült Államok belépését jelentette a második világháborúba.

## Egyéb
Nevét az USS Pearl Harbor partraszállító dokkhajó viseli.

## Képek

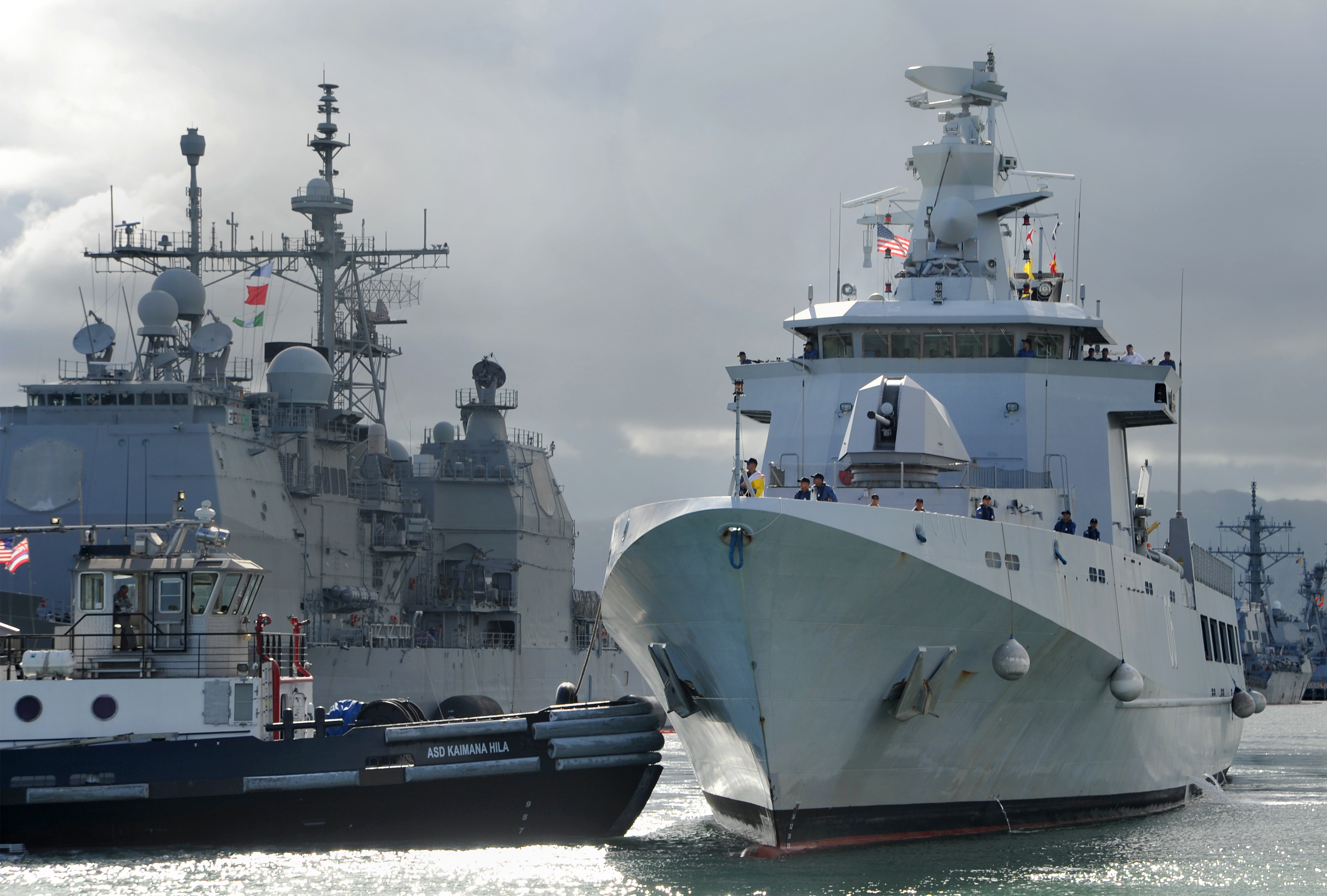
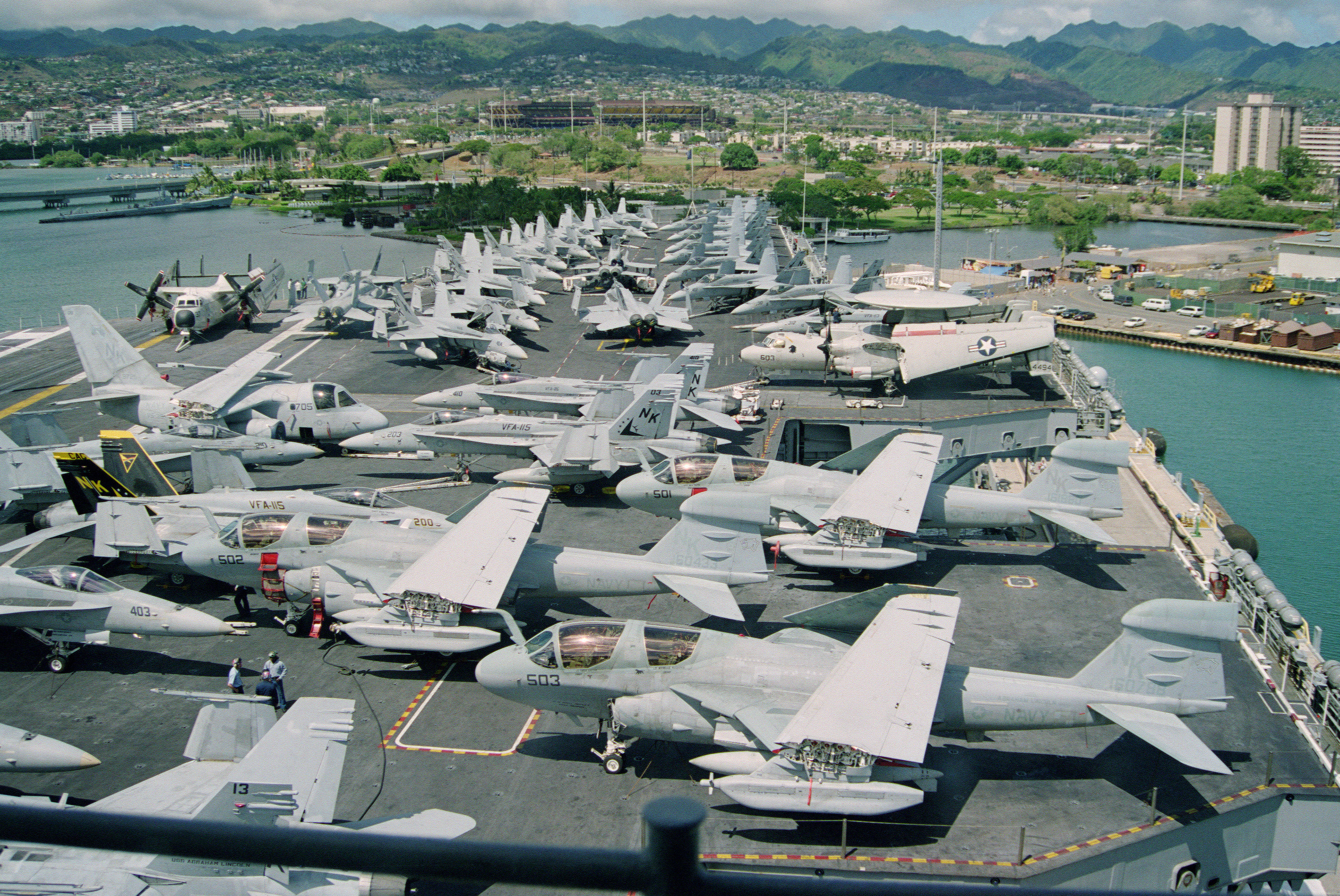
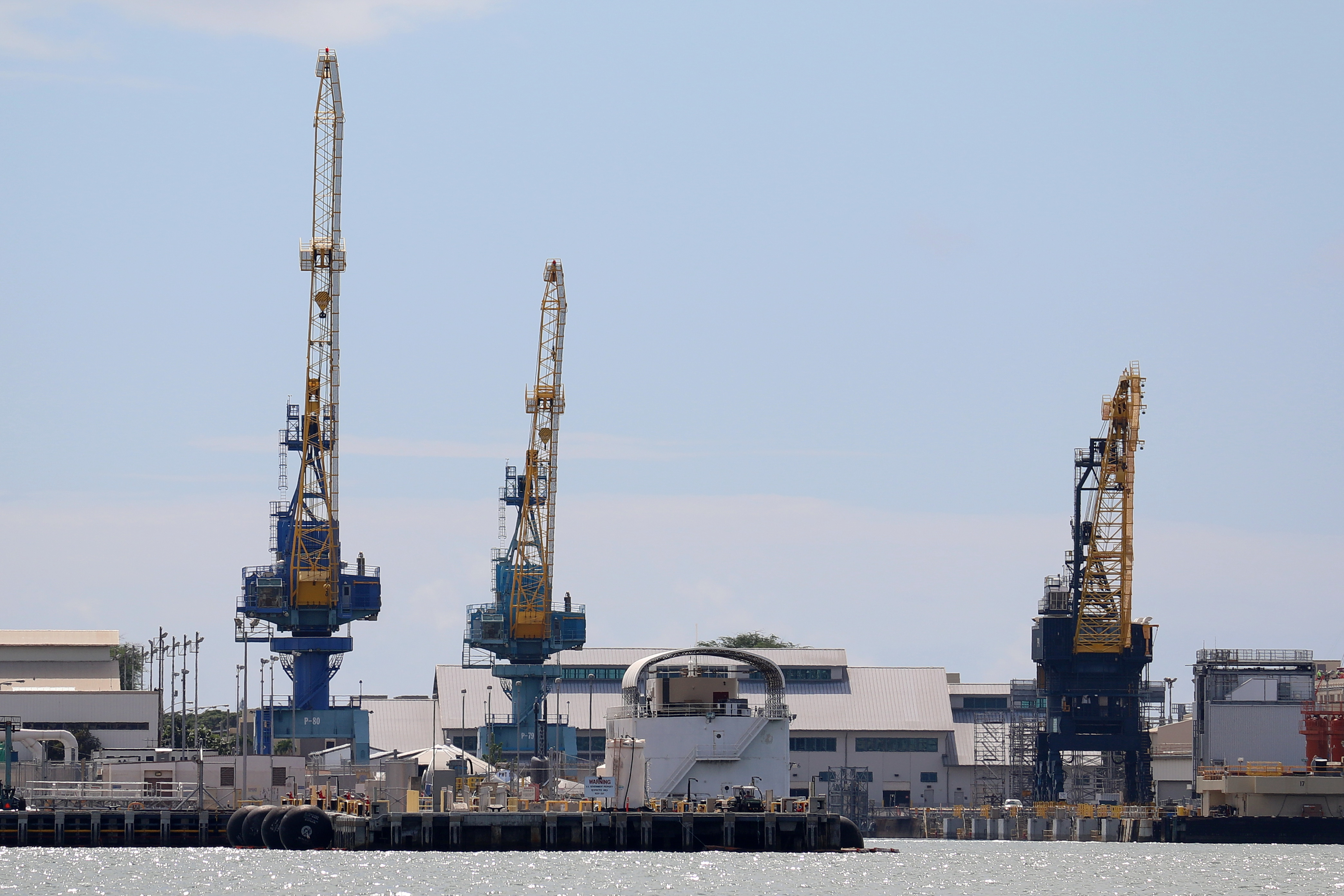
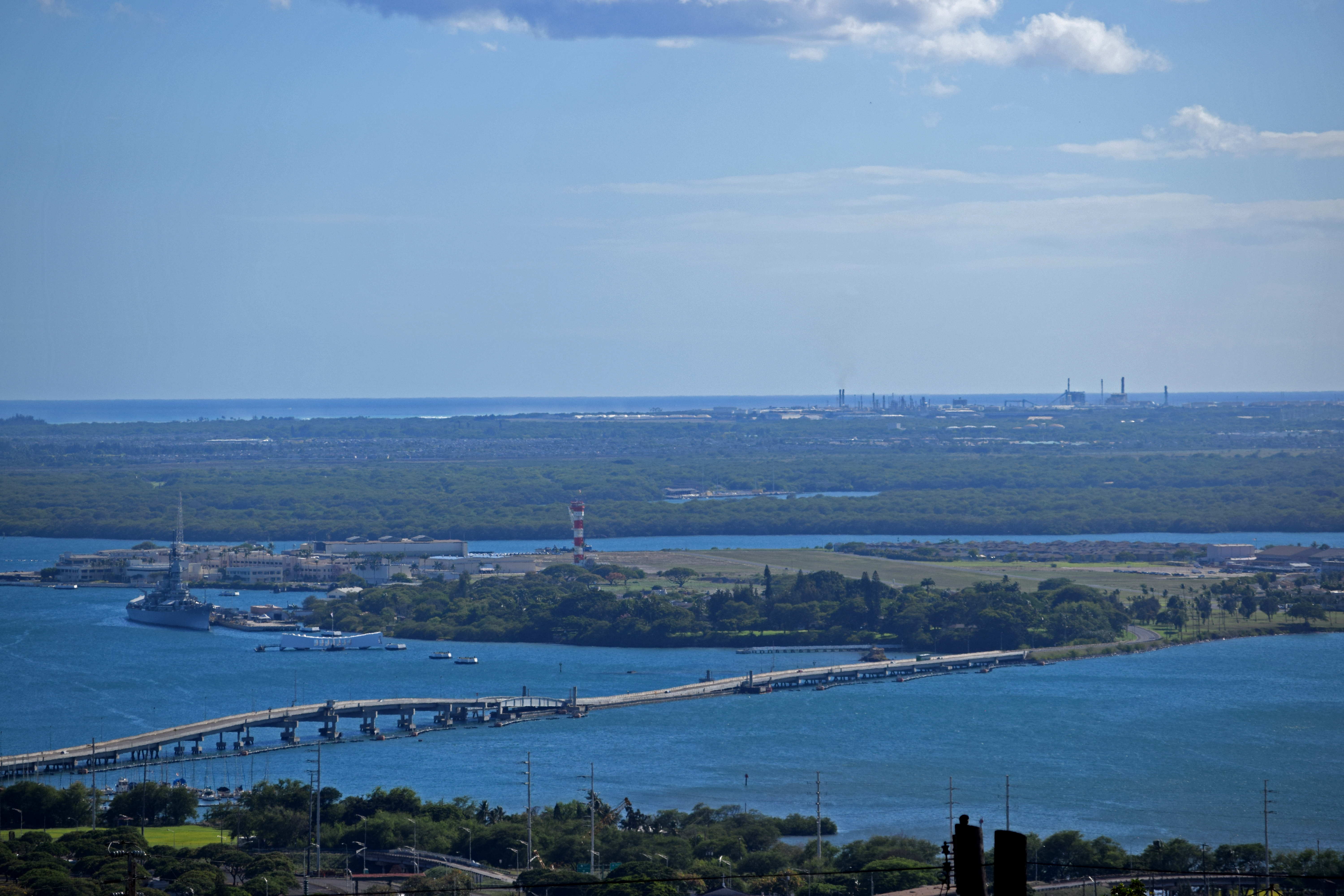
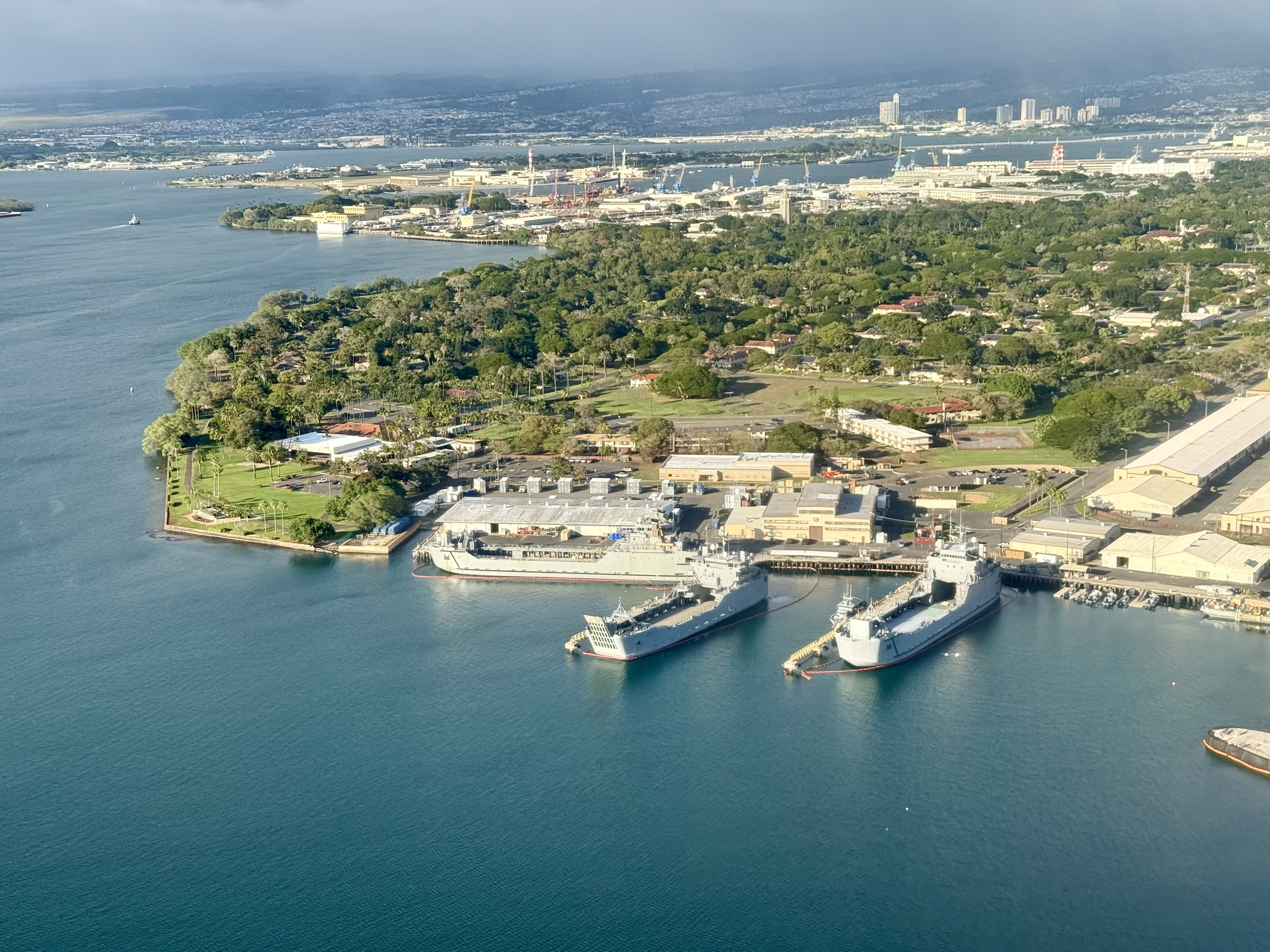